# Dolánky (Žlutice)
Dolánky (německy Dollanka) jsou zaniklá osada dnešních Verušic, součástí města Žlutice v okrese Karlovy Vary v Karlovarském kraji. Osada zanikla v polovině šedesátých let dvacátého století při výstavbě vodního díla Žlutice.

## Název
Název vesnice je zdrobnělinou jména Dolany ve významu malé Dolany. Slovo Dolany vzniklo ze staročeského slova dól (důl), příbuzného s německým slovem Tal (údolí). V historických pramenech se název objevuje ve tvarech: in Dolan (1379), Dolanky (1572, 1575, 1578), w Dolankach (1651), Dolanky (1654), Dolanka (1785), Dollanka (1847) a Dolánky nebo Dollanka (1854–1923).

## Historie
První písemná zmínka o vesnici pochází z roku 1379.

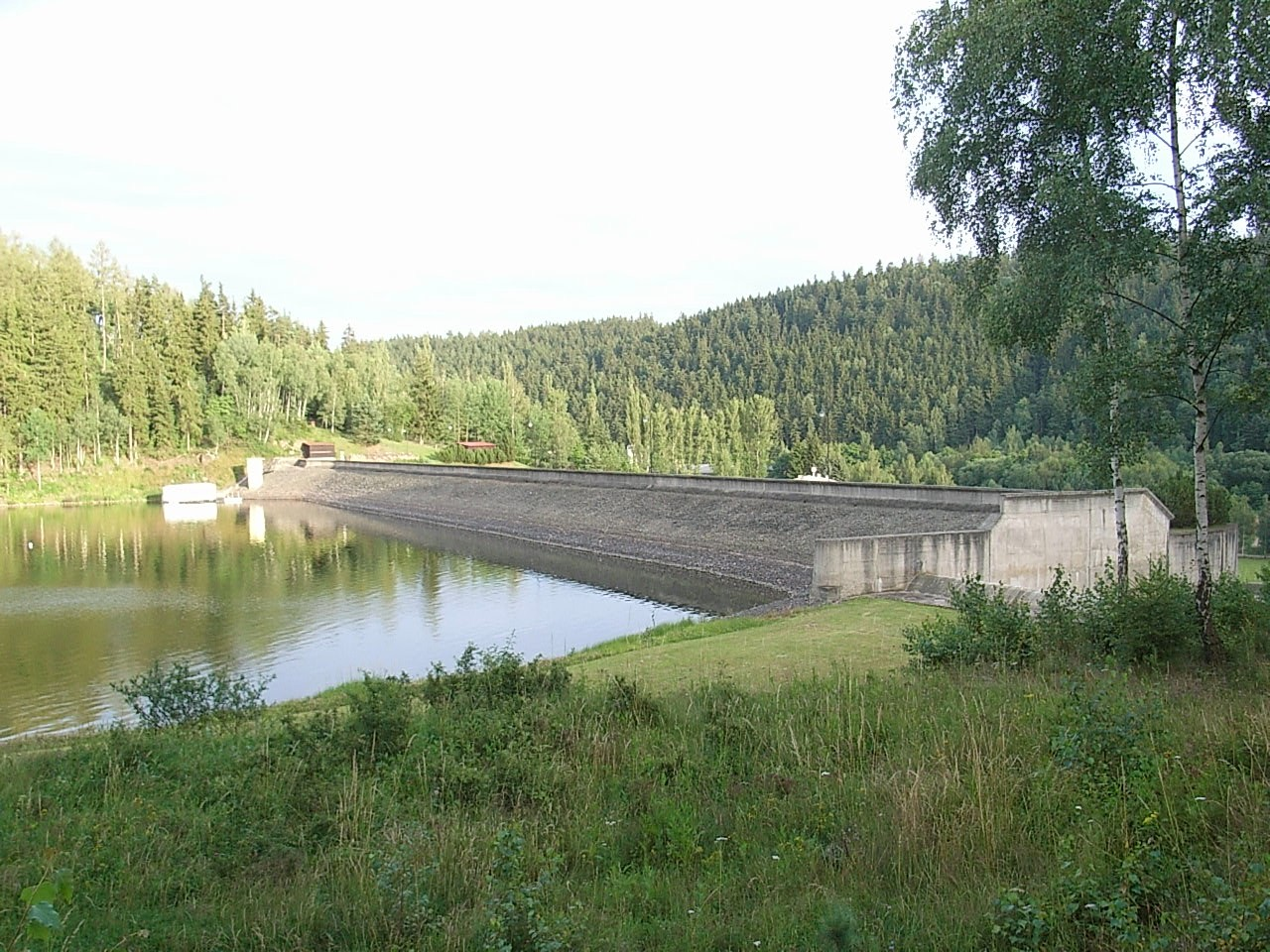
Hráz přehrady Žlutice

Dolánky nebyly samostatnou obcí. Při sčítání lidu v letech 1869–1930 byly osadou obce Verušice v okrese Žlutice. Roku 1950 patřily jako osada k městu Žlutice v okrese Toužim a v následujících letech Dolánky jako část obce zanikly.Dle map je místo, kde se v údolí Střely Dolánky nacházely,  nedaleko hráze vodní nádrže Žlutice, vybudované v letech 1965–1968.

## Obyvatelstvo
Při sčítání lidu v roce 1921 zde žilo padesát obyvatel (z toho 25 mužů), z nichž byl jeden Čechoslovák a 49 Němců. Všichni se hlásili k římskokatolické církvi. Podle sčítání lidu z roku 1930 měla vesnice 38 obyvatel německé národnosti a římskokatolického vyznání.
|           | 1869 | 1880 | 1890 | 1900 | 1910 | 1921 | 1930 | 1950 | 1961 |
| --------- | ---- | ---- | ---- | ---- | ---- | ---- | ---- | ---- | ---- |
| Obyvatelé | 60   | 56   | 45   | 35   | 43   | 50   | 38   | 16   | .    |
| Domy      | 10   | 10   | 9    | 9    | 7    | 7    | 7    | 4    | .    |